# 풍산고등학교 (경북)
풍산고등학교(豊山高等學校)는 대한민국 경상북도 안동시 풍산읍 안교리에 있는 사립 고등학교이다.

## 학교 연혁
- 1947년 7월 15일 : 학교법인 병산교육재단 설립인가, 초대 재단 이사장 류시영 선생 취임
- 1967년 10월 5일 : 병산상업고등학교 설립인가 (남녀공학 2학급)
- 1968년 2월 20일 : 교명변경 병산상업고등학교를 풍산상업고등학교로
- 1968년 3월 5일 : 풍산상업고등학교 개교
- 1968년 6월 25일 : 초대 교장 김형근 선생 취임
- 1974년 3월 1일 : 교명변경 풍산상업고등학교를 풍산종합고등학교로
- 2002년 6월 22일 : 자율학교지정 승인
- 2002년 8월 9일 : 풍산고등학교로 교명변경, 학칙 변경 보통과(3학급) 인터넷비지니스과(1학급)
- 2009년 7월 8일 : 사교육 없는 학교 선정(교육과학기술부)
- 2012년 5월 24일 : 학칙변경 보통과 4학급 승인
- 2016년 10월 20일 : 제6대 이사장 류목기 선생 취임
- 2019년 3월 1일 : 제8대 교장 이준설 선생 취임
- 2020년 12월 8일 : 고교학점제 선도학교 지정(2021년 3월부터)
- 2022년 2월 23일 : 2022년 인공지능(AI)교육 선도학교 지정
- 2023년 1월 6일 : 제53회 졸업식 (졸업생 총수 8,477명)
- 2023년 3월 2일 : 입학식 102명

## 참고 자료
- 풍산고등학교 - 한국교육학술정보원 학교알리미